# 黄岸
黃岸（674年—756年），字宗極，號魁傑，福州侯官縣人，祖籍光州固始縣，後遷居泉州莆田縣延壽里，唐代官員。江夏莆陽黃氏始祖。
入閩始祖黃元方嫡系十一世孫，黃沖之子。武周聖曆元年戊戌（698年）登“才德兼全科”進士，歷官翰林史館學士、徐州刺史、桂州剌史。諡忠義。